# Helina pubescens
Helina pubescens är en tvåvingeart som först beskrevs av Stein 1893.  Helina pubescens ingår i släktet Helina och familjen husflugor. Arten är reproducerande i Sverige. Inga underarter finns listade i Catalogue of Life.